# نذير إسماعيل
نذير إسماعيل (17 شباط / فبراير 1948 - 12 تشرين الأول / أكتوبر 2016) فنان تشكيلي سوري من العاصمة السورية دمشق. أقام أكثر من 62 معرضاً شخصياً في العديد من المدن السورية كحلب وحمص والعربية كالقاهرة ودبي والشارقة والدوحة والعالمية كباريس وجنيف. ومعارضاً لاستعادة أعماله القديمة من 1969 إلى 1996 في معهد جوته في دمشق. بالإضافة إلى مشاركته في مئات المعارض الجماعية حول العالم.
حصل إسماعيل على العديد من الجوائز الفنية من أبرزها: الجائزة الثالثة للفنانين الشباب للعام 1971 في دمشق وجائزة إنترغرافيك برلين 1980 والجائزة الثالثة لبينالي الشارقة 1996. كما يعتبره الكثيرون من أهم التشكيليين العرب الذين كان جمال البورتريه محور مشاريعهم الفنية.
أقام المركز الوطني للفنون البصرية في دمشق معرضاً تكريمياً بعنوان «تحية لروح الفنانين مروان قصاب باشي و‌نذير نبعة و‌نذير إسماعيل» و ذلك حفاظاً على الإرث الثقافي البصري السوري، بمشاركة نخبة من الفنانين التشكيليين إلى جانب عدد كبير من الفنانين الشباب أصحاب تجارب لافتة على الساحة التشكيلية السورية.